# La Fuite en Égypte (Botticelli)
Pour les articles homonymes, voir La Fuite en Égypte.
La Fuite en Égypte est un tableau réalisé en 1510 par le peintre italien Sandro Botticelli et un assistant. Cette huile sur toile représente la Sainte Famille et son âne pendant la Fuite en Égypte, mais le cadrage serré et l'usage de raccourcis mettent particulièrement en valeur la Vierge Marie et l'Enfant Jésus, lesquels forment une Madone en pied au centre de la composition. L'œuvre est conservée au musée Jacquemart-André, à Paris, en France.